# 布格贝恩海姆
布格贝恩海姆是德国巴伐利亚州的一个市镇。总面积42.30平方公里，总人口2912人，其中男性1439人，女性1473人（2011年12月31日），人口密度69人/平方公里。